# Fiore ribelle
Fiore ribelle (Rebellious Flower) è un film del 2016 in lingua hindi diretto da Krishan Hooda, al debutto come regista. Scritto e diretto da Jagdish Bharti, si basa sulla gioventù di Osho Rajneesh. Il film è stato insignito del premio alper il miglior regista alla 12ª edizione del Salento International Film Festival di Tricase, in Italia. Si tratta del primo film biografico su Osho Rajneesh, che ha goduto del supporto dell'Osho Foundation. Il film fu distribuito in patria il  on 15 gennaio 2016.

## Trama
Raja è un bambino che vive a casa dei nonni materni, dato che suo padre è spesso assente per affari. Egli dà prova di grande intelligenza e perspicacia, appassionandosi alla lettura e mettendo in confusione un sadhu invitato a casa dal nonno per parlare di teologia. Dopo la morte del nonno, Raja e sua nonna vanno a vivere con i genitori del bambino. Raja inizia a frequentare la scuola pubblica, ma il maestro non comprende di avere a che fare con un bambino al di sopra della media dei suoi allievi e lo vessa.
All'età di undici anni Raja inizia a domandarsi se la vera conoscenza si trovi nei libri o nella vita reale. Suo padre vorrebbe che l'aiutasse in negozio, ma Raja non sembra interessato neanche a quest'attività. Incontra poi un bizzarro sadu chiamato Magga Baba, che inizia a frequentare lungo gli anni. Ormai cresciuto, Raja lascia per un certo periodo la famiglia e la sua amica Shashi per compiere un viaggio attraverso l'India con Pagal Baba, discepolo di Magga. Alla fine del pellegrinaggio, Pagal Baba si congeda e gli annuncia che riceverà la visita di un altro maestro spirituale.
Al ritorno a casa, Raja apprende la triste notizia della morte di Shashi a causa di una febbre tanto violenta quanto improvvisa. Mentre passeggia in preda alla disperazione, sente un suono di flauto. A suonarlo è Masto Baba, che accetta di insegnargli a suonarlo; tuttavia, dopo che Raja ha acquisito una buona tecnica, gli dice che è tempo di smettere, poiché non è quello il suo destino. Il padre di Raja vorrebbe che il figlio studiasse all'università di Jabalpur, anche se il giovane pensa di non aver più nulla da imparare dai libri, accondiscende alla richiesta paterna.
Qualche tempo dopo, Raja, svegliandosi una notte, vede nella stanza sua nonna, e con lei rievoca un episodio del suo arrivo a Jabalpur: alla ricerca di un alloggio a basso costo, si era offerto di abitare in una casa ritenuta infestata dai fantasmi. Aveva continuato la sua ricerca spirituale rivolgendosi a maestri di varie religioni, ma senza ottenere risposte soddisfacenti, finché una notte non ebbe un'esperienza mistica e fu consapevole del disegno segreto della Creazione. Ora chiede alla nonna il permesso di diffonderlo a tutto il mondo; la nonna lo incita a farlo, e dice anzi di voler essere la sua prima iniziata.

## Riconoscimenti
- 2015 - Salento International Film Festival
  - Miglior regista [2]
- 2015 - LCIFF - Lake City International Film Festival (India)
  - Miglior regista esordiente[5]
- 2015 - Rishikesh Art and Film Festival
  - Finalista[6]
- 2015 - ISFFI - International Spiritual Film Festival
  - Finalista[7]
- 2015 - SIFF - Southeastern International Film Festival (Georgia, USA)
  - Semifinalista[8]
- 2015 - California International Film Festival and Davis Chinese Film Festival (California)
  - Semifinalista
- 2015 - Lumière - CinemAvvenire Film Festival (Roma)
  - Selezione ufficiale
- 2015 - 10º Tel Aviv Spirit Film Festival
  - Selezione ufficiale[9]
- 2015 - Wiper Film Festival (New York)
  - Selezione ufficiale
- 2017 - Cinema World Fest Awards 2017 (Ontario, Canada)
  - Inspirational Feature
- 2017 - Fimucinema (Isole Canarie)
  - Miglior colonna sonora originale
- 2017 - Nisville Movie Summit (Serbia)
  - Selezione ufficiale
- 2017 - Grand Indiewise Convention (Miami, USA)
  - Selezione ufficiale